# Silasuwe
Silasuwe is een geslacht van wantsen uit de familie van de Pyrrhocoridae (Vuurwantsen). Het geslacht werd voor het eerst wetenschappelijk beschreven door Stehlík in 2006.

## Soorten
Het genus bevat de volgende soorten:

- Silasuwe costalis (Walker, 1873)
- Silasuwe tenebrosus Stehlík, 2006